# Бреконшо
Бреконшо (фр. Breconchaux) насеље је и општина у источној Француској у региону Франш-Конте, у департману Ду која припада префектури Безансон.
По подацима из 2011. године у општини је живело 91 становника, а густина насељености је износила 27,91 становника/km². Општина се простире на површини од 3,26 km². Налази се на средњој надморској висини од 320 метара (максималној 400 m, а минималној 330 m).

## Демографија
| 1962. | 1968. | 1975. | 1982. | 1990. | 1999. | 2011. |
| ----- | ----- | ----- | ----- | ----- | ----- | ----- |
| 45    | 46    | 38    | 62    | 66    | 68    | 91    |

График промене броја становника у току последњих година